# 犬夜叉
『犬夜叉』（いぬやしゃ、ラテン文字表記: Inuyasha）は、高橋留美子による日本の漫画。『週刊少年サンデー』（小学館）において、1996年50号から2008年29号まで連載された。『週刊少年サンデー』2013年10号では、東日本大震災復興支援企画『ヒーローズ・カムバック』の一環として最終回の半年後を描いた読切（特別編）が5年ぶりに掲載された。また同作品は2013年4月30日発売の単行本『3.11を忘れない ヒーローズ・カムバック』および2015年6月発売のワイド版『犬夜叉』30巻に収録されている。第47回（平成13年度）小学館漫画賞受賞。2020年9月時点でコミックスの累計発行部数は5000万部を突破している。

## 概要
戦国時代を舞台にした、半妖・犬夜叉と女子中学生・かごめを中心とした一行が四魂の玉のかけらを探す旅に出る冒険活劇。攻撃的な描写の多い作品であるがギャグの融合もある。作中では時の流れも非常に明確で、最終回の後日談である特別編を含め、4年半の時間が経過している。
CM形態としてアニメ放送開始以前の1997年4月より、CM形態として放送されていた。制作はサンライズ 。
2000年には劇団☆新感線とパルコの共同プロデュース公演として舞台化。犬夜叉役は佐藤アツヒロ。好評で終わり、翌年2001年には再演も行われた。
テレビアニメは、2000年10月から2004年9月までよみうりテレビを制作局として日本テレビ系列で単行本第1巻から第36巻までをベースとした『犬夜叉』が放送された。また、劇場版は東宝により4作が上映された。原作完結後、単行本第37巻から第56巻（最終巻）までをベースとした『犬夜叉 完結編』が日本テレビ系の一部系列局にて2009年10月から2010年3月まで放送されていた。

## あらすじ
戦国時代の日本、あらゆる願いを叶えるという宝玉・四魂の玉を巡り人間と妖怪の争いが続いていた。四魂の玉を守る巫女・桔梗は、半妖・犬夜叉と心を通わし愛し合っていた。しかし、罠にはまり、お互いに裏切る。桔梗は玉を奪った犬夜叉を最後の力で封印し、自分もまた力尽きる。遺言により、四魂の玉は桔梗の亡骸と共に燃やされ、四魂の玉はこの世から一度は消え去った。
そして500年後の現代の1996年、神社の娘･日暮かごめは15歳の誕生日に、神社の祠にある古びた井戸から戦国時代へとタイムスリップする。そこは犬夜叉と桔梗の争いから50年が経過した時代であった。桔梗の生まれ変わりであるかごめの体内から再び四魂の玉が現れ、犬夜叉は蘇る。そして玉を巡って妖怪たちが動き出す。
戦いの中で四魂の玉はとんでもないハプニングにより無数のかけらに飛び散った。四魂のかけらを集めるために旅することになった犬夜叉とかごめ。最初は嫌々だったが、2人は次第に惹かれ合っていく。その旅の中で、50年前、犬夜叉と桔梗を罠にかけた張本人・奈落の存在が明らかに。二人は奈落を追う中で、旅の中で出会った子狐妖怪七宝、奈落に呪いをかけられた法師弥勒、妖怪退治屋珊瑚の仲間と共に、宿敵奈落を倒すため、玉の因縁を断ち切るために戦っていく。

## 登場人物
犬夜叉（いぬやしゃ）
声 - 山口勝平
本作の主人公。妖怪と人間の間に生まれた半妖の少年。
日暮かごめ（ひぐらし かごめ）
声 - ゆきのさつき
本作のヒロイン。現代から戦国時代へタイムスリップして来た中学生の少女。
弥勒（みろく）
声 - 辻谷耕史
女たらしの不良法師。祖父が奈落から受けた風穴の呪いを右手に受け継いでいる。
珊瑚（さんご）
声 - 桑島法子
妖怪退治屋の少女。飛来骨を武器にしている。
七宝（しっぽう）
声 - 渡辺久美子
幼い子狐妖怪。変身能力や幻術を駆使する。
桔梗（ききょう）
声 - 日髙のり子
犬夜叉のかつての恋人だった巫女。四魂の玉を守護していた。奈落の謀略により犬夜叉を封印し、自身も命を落とすが、50年後に死人として蘇る。
殺生丸（せっしょうまる）
声 - 成田剣
犬夜叉の異母兄。犬夜叉とは異なり完全な妖怪で、半妖である犬夜叉を見下している。
奈落（ならく）
声 - 森川智之（人見蔭刀）←家中宏（未変化/初期形態）
犬夜叉達の宿敵。犬夜叉と同じく半妖。四魂の玉を欲し、様々な謀略を巡らす。50年後の姿は人見城の若殿・人見蔭刀。主要声優は森川智之。

## 用語
四魂の玉（しこんのたま）
声 - 古谷徹
本作の枢軸となる妖力を高める玉。
妖怪には強い力を与え、どんな願いも叶えると言われることから人間や妖怪の間で幾度となく玉を巡る争いが繰り広げられてきた。桔梗の亡骸と共に燃やされ一度は消滅したが、50年後に現代から来たかごめの体内から再び出現し、無数のかけらに砕け散り新たな争いを呼び起こす。
不滅とされており、砕け散り、災いを振りまきながら再び玉へと戻り、時空すら越える。同時に現代において、所有者が「正しい願い」を願った時、玉はこの世から消滅するという伝説が残っている。
1000年前に巫女（翠子）が多数の妖怪が合体した妖怪との戦いで、魂を奪われそうになった時、最期の力で妖怪の魂を自分の魂とともに玉として外へ吐き出したものである。翠子の霊力と妖怪の妖力が集約され、それが持ち主に願いと力を与える。玉の中では翠子の魂と妖怪たちの魂が今でも戦い続けている。
善悪の概念は無く、その存在は手に取った者の心に左右され、妖怪や悪人が持てば汚れが増し、清らかな魂を持つ者が持てば浄化される特性を持つ。願いを叶えることも事実ではあるが、持った者の欲望を玉に閉じ込めて存在を保つためであり、さらに欲望をかきたてるべく所有者の本当の願いだけは叶えない。善行に使用された例はない（弥勒談）。四魂とは、荒魂（あらみたま）・和魂（にきみたま）・奇魂（くしみたま）・幸魂（さきみたま）を指す。玉が蘇る周期は500年である（作者談）。
この世にあり続けるために奈落すら操った、物語の根幹を成す真の黒幕。最終的には奈落によって1つの玉に戻ったが、かごめが四魂の玉の消滅を望んだことにより、玉を巡る戦いが終わる。
正しい願い（玉の消滅）以外、玉の破壊は不可能であり、殺生丸の爆砕牙でさえ傷一つ付かない。
四魂のかけら
かごめの矢によって細かく砕け散った、四魂の玉の破片。持つ者に強大な力を与える（例：能力の強化、病や怪我の進行の抑制、死者蘇生など）。かけらの合計数は24個である。アニメでは映画も含め3個増え、合計は27個である。かごめに会った桔梗の手で3個のかけらが1個になり25個となる。
四魂の玉の偽物
アニメオリジナルキャラクター、牛王（出雲）が製作した紛い物。未完成品であり犬夜叉が軽く握っただけで壊れてしまうが、本物の四魂のかけらと同程度の力を有している。作中では牛王（出雲）の部下の妖怪達が持っている他、牛王（出雲）の棍棒にも多数埋め込まれている。
黒真珠（くろしんじゅ）
妖怪の墓場（あの世とこの世の境）に繋がっている。犬夜叉の右目に隠されていたが、犬夜叉に鉄砕牙を与えるという役目を終えたことにより消滅（アニメでは犬夜叉の右目に戻り一体化した。その為再度使用することは出来ない。）。
宝仙鬼とその息子が作っており、1つ作るのに100年かかる。
死人（しびと）
一度死んだ人間が何らかの方法で、生前の姿で蘇った存在（例：桔梗や七人隊）。
りんや琥珀は作中で数回死んでいるが、その度に完全に蘇生しているため、死人ではない。一見すると普通の人間との区別はつかないが、脈がなく骨と墓土の匂いしかしない。清浄な力にも弱い。
桔梗は、鬼女裏陶の鬼術によって、遺骨と墓土と火を元に体が作られた存在である。七人隊は、遺骨に奈落が四魂のかけらを埋められたことで蘇り、傷つくと流血する。
神（かみ）
人間でも妖怪でもない存在。人間によって社に祀られ、その土地を守る。湖の神殿に住む水神、宿り蛹に寄生された狐神、御神体を漬物石に使われていた猿神などが該当する。珊瑚曰く「怒らせると妖怪よりも始末が悪い」。姿形は妖怪に近いが邪気や妖気はなく、巫女などの霊力に近い技を使い、扱う神器は妖気を浄化する。
精霊（せいれい）
神の眷属であり、神に仕える存在。人間並の知能を有するが妖気はない。神とは神器の有無以外はほとんど相違なく、神器を得た精霊は神と同等の能力と権力を持つ。水神に仕えていた半魚人や、猿神に仕える小猿の三精霊などが該当する。
半妖（はんよう）
人間の血を継ぐ妖怪の総称。主に人間と妖怪の間に生まれた者を指すが、奈落のように人間の体と魂をつなぎに誕生した者も含まれる。妖怪でも人間でもない概念から、双方から蔑まれ迫害されている。七宝も当初は犬夜叉を蔑み、殺生丸も一族の恥さらしと蔑んでいた。人間に比べると寿命は非常に長く、力も妖怪に劣っていない。
妖怪としての能力を失い、普通の人間のようになることがある。人間界・妖怪界の双方から疎まれている半妖にとっては、自らの生存に関わることなので、決して他の者に明かさない（例：犬夜叉の場合は朔の日（新月）、奈落はその時期を自らの意志で自由に選ぶことができる）。
基本的には半妖としての時と妖力を失った時の2つの姿を持つが、犬夜叉の様に受け継いだ血の妖力が強力だと血の力が体を支配している妖怪としての姿を持つこともある。
映画4作目では蓬莱島が半妖の隠れ家である居場所だった。
作中では犬夜叉や奈落を始め、地念児や紫織などが登場した。
骨喰いの井戸（ほねくいのいど）
現代ではかごめの住む神社の祠の中、戦国時代では森の中にある枯れ井戸。元々は退治した妖怪の残骸の捨て場で、中に放り込んだものはしばらく経つと消える。時代樹（御神木）から作られた井戸。時を越える力があり、かごめと犬夜叉はこれを使って2つの時代を行き来する。なぜか井戸を通り抜けられるのはその2人しかいない。奈落の死とともに一時的に消えたが、その3日後に元の形に戻る。現代にかごめ、戦国時代に犬夜叉を帰した後、3年間行き来できなくなるが、かごめが犬夜叉と共に生きることを望んだことにより、彼女を再び戦国時代に送り届けた。
巫女（みこ）
お祓いや妖怪退治を行う。各地を行脚し手当を施して回る者もいる。妖怪退治には法師や退治屋に並び大きな役割を持っており、その戦力は犬夜叉曰く「妖怪相手ならたった1人で侍100人分に相当する」。
妖怪（ようかい）
戦国時代に存在し、人間たちを脅かす存在。太古から存在し、平安時代には既に存在していた模様（珊瑚談）。現代でも、ごく少数が存在している。多くは基本的には凶暴で、人間を喰らうことから人間たちと対立している。人間に襲い掛からない妖怪も多く存在し、ごく稀に人間との間に子供を成す妖怪も存在する。人間に近い姿や人間に変身できる妖怪ほど、知能や格が高い。
妖力や強い邪気を持ち、様々な術や技を使う事ができる。霊力や法力などの神通力には弱く、強力な神通力をまともに喰らえば跡形もなく消される。
特に強力なものは大妖怪と呼称される。
妖気（ようき）
妖怪が発する特有の気。妖力が強い程発せられる妖気も強い。妖怪が吐く炎や毒、雷撃などの源でもある。邪悪な者が発する「邪気」とは区別して扱われる。特定の妖怪などは、発する妖気の量をある程度調節できる。また、妖気自体を消すことはできないが、結界などで気配を遮断すれば妖気を感知されない。岳山人の持つ球体『不妖壁』を持っている間は妖気を完全に消すことができる。
妖力（ようりょく）
妖怪の力の源。妖力の高さと妖怪の強さはほぼ比例する。

### 得物

#### 妖刀
鉄砕牙（てっさいが）
犬の大将が自身の牙を刀々斎に与え鍛えさせた妖刀。真に力を発揮させれば「一振りで百の妖怪をなぎ倒す」と謳われる。
遺言により、次男・犬夜叉へと受け継がれる。普段はみすぼらしい錆び刀だが、犬夜叉の妖力によって巨大な牙のような刀に変化する。元々、犬夜叉の母・十六夜を守るために鍛えたといわれ、人間を慈しみ守る心がなければ扱えない。純粋な妖怪は結界により触れることが出来ず、人間は触ることはできるが妖力がないため錆び刀のまま変化しない。つまり、基本的に半妖である犬夜叉にしか扱えない。例外的に半妖である奈落が錆び刀のまま使用できた。また、切った対象の妖力を取り込む能力に加え、犬夜叉の妖怪化を抑える能力も持つ。妖刀故に意思の様な物が宿っており、所有者の危機には結界を張ったり、脈打つ事で進むべき道を示す事がある。鞘は敵の攻撃や鉄砕牙の一振りを防ぐほど強固であり、結界を張ることも出来、さらには鞘を通して呼びかけることで手放した鉄砕牙を呼び寄せることもできる。
悟心鬼との戦いにおいてその牙により折られるも刀々斎の手により犬夜叉の牙を繋ぎに修復されたがそれにより犬夜叉ですらまともに触れない程の超重量になってしまう。後に犬夜叉の父の宿敵である龍骨精を切った事により、元の重量に戻った。
本質的には斬る刀であるため、吸収した能力は元の妖怪や物の能力とは異なる斬る性質を持つ（結界を張る百鬼蝙蝠の血玉珊瑚なら結界を斬る力、妖力を吸い取る妖刀奪鬼ならば妖力の源である妖穴を斬る力等）。
風の傷、奥義爆流破、結界破りの赤い鉄砕牙、金剛石を無数に放つ金剛槍破、敵の妖力を吸い取ったり妖穴を切る竜鱗の鉄砕牙、映画オリジナルの金剛爆流破を使用する。後に、天生牙から冥道残月破を受け継ぎ、奈落との戦いの最中に斬る技の冥道残月破が発現した。
天生牙（てんせいが）
犬の大将が自身の牙を刀々斎に与え鍛えさせた妖刀。真に慈しむ心があれば「一振りで百の命を救う」と謳われ、「癒やしの刀」とも称される。
遺言により、長男・殺生丸へと受け継がれる。この世のもの（肉体）は斬ることができないが、あの世のもの（霊体）を斬ることができる。死者に対して抜くとあの世からの使いが見え、それを斬ることで一度だけ死者を甦らせることができる。ただし、肉体が消滅する死に方や、一度天生牙で甦っている、あるいはすでに他の手段で生き返っていた場合には効果がない。加えて、魂があの世に連れ去られた者の蘇生もできない。また、この刀を持つ者は生きたまま火の国の門を通じてあの世とこの世の狭間との行き来が可能。
鉄砕牙と同様に意思のような物を持ち、結界を張ることも可能な他、所有者を別の場所に移動させることもできる。後に刀々斎に鍛え直され、相手を冥界に引き込む冥道残月破が使えるようになった。犬夜叉と殺生丸の父が天生牙と名付けていなかったら、刀々斎によって「棺桶いらず」と命名されかけたらしい。
後に、かつては鉄砕牙と同体であり、分割された後もあくまで鉄砕牙が主で、天生牙は従の扱いであったことが判明する。冥界における犬夜叉と殺生丸による鉄砕牙の真の継承者を決める戦いにて折れ、冥道残月破の力は鉄砕牙に吸収される。戦いの後、冥道残月破が使えない新たな天生牙として復活し、再び殺生丸の手に渡る。
次作『半妖の夜叉姫』では、是露を蘇生するために使用されるが、それに怒った彼女の手により再び折られる。その後、せつなの死に慟哭する日暮とわに折れた状態で貸し与えられ、とわが形成した妖気の刃でせつなを蘇らせた後、修復のために刀々斎に預けられた。修復後は殺生丸に返却されたが、あの世との狭間に飛ばされたとわが脱出するために呼び寄せて犬夜叉とかごめを現世に帰還させた。
叢雲牙（そううんが）
犬の大将が最初から所持していた妖刀。アニメ版のみ登場。
遺言により、冥界へと封印させられた。真に力を発揮させれば、「一振りで百体もの亡者を蘇らせる」と謳われる。
詳細は「犬夜叉 (アニメ)#犬夜叉 天下覇道の剣」を参照。
闘鬼神（とうきじん）
殺生丸が奈落の分身妖怪である悟心鬼の牙を灰刃坊に与えて作らせた宝剣。
見た目こそ簡素な直剣だが、飛来骨さえ易々と一刀両断しており、鉄砕牙以上の鋭い切れ味を持つ。また、軽く振るっただけで剣圧を発生させ、離れた敵を切り刻む。悟心鬼の怨念により灰刃坊に憑りつき犬夜叉たちを襲撃した。凄まじい邪気を放ち、並の者では触れることもできないが、殺生丸は力で邪気をねじ伏せた。
殺生丸が一番長く使っていた武器であり、映画およびアニメ完結編にて奥義蒼龍破を放っている。魍魎丸との2度目の闘いで折れ、破棄された。
爆砕牙（ばくさいが）
曲霊との戦いで誕生した「殺生丸自身の刀」。父の形見の刀への執着を捨て、父を超える大妖怪に成長した証となる刀。
斬った対象を凄まじい爆発で打ち砕き、その後も周囲に伝播し破壊を続ける持続性がある。その成り立ち故にか破壊力だけであれば鉄砕牙を容易に超え、無敵に近い奈落にも効果がある数少ない武器であり、この攻撃を受けた肉体の一部を奈落が切り離している。
蛮竜（ばんりゅう）
蛮骨が愛用する巨大な矛。石突の部分に半月状の刃が付いており、性能や外観は大太刀に近い。
人間の背丈より大きく、大の男3人がかりでやっと持てるほどの重量。七人隊が討ち取られた後、ある城に納められていたが、生き返った蛮骨によって取り返される。鉄砕牙の風の傷を防ぐほどに頑丈である。犬夜叉との最後の闘いでは、風の傷と互角の威力の熱風を出せるようになった。アニメ版では傷はついたまま蛮竜閃や竜雷閃を放つ事も可能になった。その後、人を千人斬り、最後の闘いの最中、妖怪を10匹斬って、それまで斬った人と妖怪合わせて二千の恨みを吸い取り妖刀となった。
奪鬼（だっき）
刀秋が鍛えた「最も邪なる妖刀」。
竜人の鱗で出来ており、鉄砕牙と同じく敵の妖力を吸収することが可能。その力は鉄砕牙を凌駕し、真っ向勝負の末に妖力を吸い尽くすが、犬夜叉と鉄砕牙の捨て身の攻撃に敗れる。その後は鉄砕牙に力を吸収され、敵の妖力を吸う「竜鱗の鉄砕牙」となる。

#### 法具
破魔の矢（はまのや）
桔梗、かごめなどの強力な霊力を持つ巫女が放つ矢。弓矢に己の霊力をこめて放ち邪気や瘴気を打ち砕き、浄化する力を持つ。妖気を払うことによって、一時的に鉄砕牙の変化を解くこともできる。
錫杖（しゃくじょう）
弥勒が常に手にする僧特有の杖。形状こそ普通の錫杖だが、その強度は全力で振り切った鉄砕牙とも組み合える程強い。先端部分は、落ちた葉が触れただけで切れるほどの切れ味を持ち、攻守共に優れた武器である。
破魔札
強い法力を持つ者が使用する破魔の護符。法力により妖怪にダメージを与えられる。

#### その他
人頭杖（にんとうじょう）
殺生丸が従者である邪見（じゃけん）に与えた杖。翁と女の顔を持ち、強力な炎を放つことができる。
潰し独楽（つぶしごま）
七宝がよく使う武器。狐妖術で独楽を巨大化させる。幻術なので実際に加わるダメージは少ない。
雷撃刃（らいげきじん）
飛天が持つ、雷を模した刃を持つ矛。雷を纏って攻撃し、鉄砕牙と互角の戦いを繰り広げたが、飛天もろとも鉄砕牙によって両断され、消滅した。
飛来骨（ひらいこつ）
ブーメランのような形をした、2m近くある珊瑚の武器。かつて妖怪退治屋たちが退治した妖怪の骨を集めて作られた武器であり、敵の一群を一掃可能なほどに範囲は広く破壊力もある。強度も強い。終盤で骨喰い妖怪との戦いで弥勒を守るために毒を塗り、溶かしたが薬老毒仙の手により再生する。その後は邪気を巻き込み邪気を砕く飛来骨となり奈落の体すら打ち砕くほど強力になった。重量もかなりあり大きいので楯にもなり、踏み台や足場にもなる。
五雷指（ごらいし）
妖狼族の聖域に納められていた妖爪。奈落を倒すために鋼牙が手に入れる。鋼牙の右手と同化、戦闘時には右手から光が出て巨大な爪に変化する。妖狼族代々の魂がこもった武器であり、腕を振るうと強力な雷撃を放ち敵を打ち砕く。その威力は並の妖怪なら一撃で粉砕し、魍魎丸の金剛槍破すら薙ぎ払う。鉄砕牙とのコンビネーションでは、冥王獣の鎧甲を得た魍魎丸をあと一歩のところまで追い詰めた。
蛇骨刀（じゃこつとう）
蛇骨が愛用する蛇腹剣。半月型をした刃同士の特殊な開きによるうねりで、蛇のような動きが可能。一振りで遠距離の敵を一掃できるが、構造ゆえに近距離戦闘には非常に不向きであることが難点。
爆雷筒（ばくらいづつ）
煉骨自ら作ったダイナマイト。
三叉戟（さんさげき）
奈落が阿毘姫に貸し与えた三つ叉の戟。奈落の骨でできている。結界を張ったり、瘴気を纏って突くことが可能。

## 書誌情報

### 単行本
- 高橋留美子 『犬夜叉』 小学館〈少年サンデーコミックス〉、全56巻
  1. 1997年4月18日発売[小 1]、ISBN 4-09-125201-X
  2. 1997年6月18日発売[小 2]、ISBN 4-09-125202-8
  3. 1997年10月18日発売[小 3]、ISBN 4-09-125203-6
  4. 1997年12月10日発売[小 4]、ISBN 4-09-125204-4
  5. 1998年3月18日発売[小 5]、ISBN 4-09-125205-2
  6. 1998年5月18日発売[小 6]、ISBN 4-09-125206-0
  7. 1998年8月8日発売[小 7]、ISBN 4-09-125207-9
  8. 1998年11月18日発売[小 8]、ISBN 4-09-125208-7
  9. 1999年1月18日発売[小 9]、ISBN 4-09-125209-5
  10. 1999年5月1日発売[小 10]、ISBN 4-09-125210-9
  11. 1999年8月1日発売[小 11]、ISBN 4-09-125581-7
  12. 1999年9月18日発売[小 12]、ISBN 4-09-125582-5
  13. 1999年11月18日発売[小 13]、ISBN 4-09-125583-3
  14. 2000年2月18日発売[小 14]、ISBN 4-09-125584-1
  15. 2000年4月18日発売[小 15]、ISBN 4-09-125585-X
  16. 2000年6月17日発売[小 16]、ISBN 4-09-125586-8
  17. 2000年8月9日発売[小 17]、ISBN 4-09-125587-6
  18. 2000年10月18日発売[小 18]、ISBN 4-09-125588-4
  19. 2001年1月18日発売[小 19]、ISBN 4-09-125589-2
  20. 2001年3月17日発売[小 20]、ISBN 4-09-125590-6
  21. 2001年6月18日発売[小 21]、ISBN 4-09-125641-4
  22. 2001年8月9日発売[小 22]、ISBN 4-09-125642-2
  23. 2001年11月17日発売[小 23]、ISBN 4-09-125643-0
  24. 2001年12月18日発売[小 24]、ISBN 4-09-125644-9
  25. 2002年3月18日発売[小 25]、ISBN 4-09-125645-7
  26. 2002年6月18日発売[小 26]、ISBN 4-09-125646-5
  27. 2002年9月18日発売[小 27]、ISBN 4-09-125647-3
  28. 2002年12月5日発売[小 28]、ISBN 4-09-125648-1
  29. 2003年3月18日発売[小 29]、ISBN 4-09-125649-X
  30. 2003年5月17日発売[小 30]、ISBN 4-09-125650-3
  31. 2003年7月18日発売[小 31]、ISBN 4-09-126661-4
  32. 2003年9月18日発売[小 32]、ISBN 4-09-126662-2
  33. 2003年12月5日発売[小 33]、ISBN 4-09-126663-0
  34. 2004年2月18日発売[小 34]、ISBN 4-09-126664-9
  35. 2004年5月18日発売[小 35]、ISBN 4-09-126665-7
  36. 2004年7月16日発売[小 36]、ISBN 4-09-126666-5
  37. 2004年9月17日発売[小 37]、ISBN 4-09-126667-3
  38. 2004年12月10日発売[小 38]、ISBN 4-09-126668-1
  39. 2005年2月18日発売[小 39]、ISBN 4-09-126669-X
  40. 2005年5月18日発売[小 40]、ISBN 4-09-126670-3
  41. 2005年8月8日発売[小 41]、ISBN 4-09-127321-1
  42. 2005年10月18日発売[小 42]、ISBN 4-09-127322-X
  43. 2005年12月15日発売[小 43]、ISBN 4-09-127323-8
  44. 2006年2月17日発売[小 44]、ISBN 4-09-120088-5
  45. 2006年5月18日発売[小 45]、ISBN 4-09-120350-7
  46. 2005年7月18日発売[小 46]、ISBN 4-09-120558-5
  47. 2006年11月17日発売[小 47]、ISBN 4-09-120680-8
  48. 2007年1月13日発売[小 48]、ISBN 978-4-09-120810-1
  49. 2007年4月18日発売[小 49]、ISBN 978-4-09-121027-2
  50. 2007年7月18日発売[小 50]、ISBN 978-4-09-121156-9
  51. 2007年10月18日発売[小 51]、ISBN 978-4-09-121198-9
  52. 2008年1月18日発売[小 52]、ISBN 978-4-09-121267-2
  53. 2008年4月18日発売[小 53]、ISBN 978-4-09-121339-6
  54. 2008年7月11日発売[小 54]、ISBN 978-4-09-121428-7
  55. 2008年10月17日発売[小 55]、ISBN 978-4-09-121480-5
  56. 2009年2月18日発売[小 56]、ISBN 978-4-09-121580-2

### ワイド版
- 高橋留美子 『犬夜叉 ワイド版』 小学館〈少年サンデーコミックススペシャル〉、全30巻
  1. 2013年1月18日発売[小 57]、ISBN 978-4-09-124122-1
  2. 2013年2月18日発売[小 58]、ISBN 978-4-09-124123-8
  3. 2013年3月18日発売[小 59]、ISBN 978-4-09-124124-5
  4. 2013年4月18日発売[小 60]、ISBN 978-4-09-124125-2
  5. 2013年5月17日発売[小 61]、ISBN 978-4-09-124126-9
  6. 2013年6月18日発売[小 62]、ISBN 978-4-09-124127-6
  7. 2013年7月18日発売[小 63]、ISBN 978-4-09-124128-3
  8. 2013年8月16日発売[小 64]、ISBN 978-4-09-124129-0
  9. 2013年9月18日発売[小 65]、ISBN 978-4-09-124130-6
  10. 2013年10月18日発売[小 66]、ISBN 978-4-09-124145-0
  11. 2013年11月18日発売[小 67]、ISBN 978-4-09-124146-7
  12. 2013年12月18日発売[小 68]、ISBN 978-4-09-124147-4
  13. 2014年1月17日発売[小 69]、ISBN 978-4-09-124148-1
  14. 2014年2月18日発売[小 70]、ISBN 978-4-09-124149-8
  15. 2014年3月18日発売[小 71]、ISBN 978-4-09-124150-4
  16. 2014年4月18日発売[小 72]、ISBN 978-4-09-124151-1
  17. 2014年5月16日発売[小 73]、ISBN 978-4-09-124152-8
  18. 2014年6月18日発売[小 74]、ISBN 978-4-09-124153-5
  19. 2014年7月18日発売[小 75]、ISBN 978-4-09-124154-2
  20. 2014年8月18日発売[小 76]、ISBN 978-4-09-124155-9
  21. 2014年9月18日発売[小 77]、ISBN 978-4-09-124156-6
  22. 2014年10月17日発売[小 78]、ISBN 978-4-09-124157-3
  23. 2014年11月18日発売[小 79]、ISBN 978-4-09-124158-0
  24. 2014年12月18日発売[小 80]、ISBN 978-4-09-124159-7
  25. 2015年1月16日発売[小 81]、ISBN 978-4-09-124160-3
  26. 2015年2月18日発売[小 82]、ISBN 978-4-09-124161-0
  27. 2015年3月18日発売[小 83]、ISBN 978-4-09-124162-7
  28. 2015年4月17日発売[小 84]、ISBN 978-4-09-124163-4
  29. 2015年5月18日発売[小 85]、ISBN 978-4-09-124164-1
  30. 2015年6月17日発売[小 86]、ISBN 978-4-09-124165-8

## アニメ

### テレビアニメ
2000年から『犬夜叉』というタイトルで、2009年から『犬夜叉 完結編』というタイトルでテレビアニメ化された。
2020年5月9日、殺生丸と犬夜叉の娘たちを主人公とする新作アニメ『半妖の夜叉姫』が読売テレビを制作局として日本テレビ系列で放送されることが発表され、同年10月より放送されている。プロデューサーの諏訪道彦は本作について「『犬夜叉』の続編ではなく、まったく新しい物語」と説明している。

### 劇場版
- 『犬夜叉 時代を越える想い』（2001年12月15日公開）
- 『犬夜叉 鏡の中の夢幻城』（2002年12月21日公開）
- 『犬夜叉 天下覇道の剣』（2003年12月20日公開）
- 『犬夜叉 紅蓮の蓬莱島』（2004年12月23日公開）

4作目を除いてキャラクターデザインに本橋秀之が参加しており、テレビアニメ本編とは印象を異にしたデザインで描かれている。

## ゲーム作品

### バンダイ
ワンダースワンカラー用ソフト
- 『犬夜叉 〜かごめの戦国日記〜』（2001年11月2日）

ジャンル：「ふれあいアドベンチャー」
ゲームオリジナルキャラクターのイタチ妖怪「疾風」が登場。
- 『犬夜叉 〜風雲絵巻〜』[リンク切れ]（2002年7月27日）

ジャンル：「活劇アドベンチャー」
奈落や桔梗、殺生丸が登場。
初回特典でワンダースワンカラー本体を入れられるサイズの「犬夜叉巾着」が付いた。
- 『犬夜叉 〜かごめの夢日記〜』（2002年11月16日）

ジャンル：「ふれあいアドベンチャー」
『〜かごめの戦国日記〜』より「疾風」が引き続き登場。予約特典でポスターが付いた。また、『犬夜叉』のワンダースワンカラーのソフト2本を買って応募することで「かごめの日記帳」が1,000名に当たるキャンペーンが実施された。
PlayStation用ソフト
- 『犬夜叉』[リンク切れ]（2001年12月27日）

ジャンル：「戦国御伽草子RPG」
原作に沿った話（現代の「肉づきの面」や「タタリモッケ」を除く物語序盤出会い編から奈落の分身・神楽、神無、悟心鬼、影郎丸・獣郎丸が登場するまで）にゲームオリジナルストーリーが盛り込まれている。パーティーメンバーは犬夜叉・日暮かごめ・弥勒・珊瑚・七宝。裏陶戦のみ楓が参戦。「奈落」（以下の奥義乱舞までのゲーム版の声は全て森川智之のみ）（イベント途中のキャラクター表示やラストバトルの人見蔭刀以外は狒々の毛皮や傀儡で戦闘する）を倒し、散らばった「四魂の玉」のかけらを集めることが目的だが、クリア後も「四魂のかけら集め」は継続できる。四魂のかけらは全部で108個。奈落の毒虫・最猛勝もボスとして登場。イベント戦的なボス戦である仲間キャラクターの弥勒戦では体力が1残って終了し、珊瑚戦では防御のみしかできない。同じく関係者の琥珀（雑魚の判冥鬼は倒せる）は攻撃できず、夢心和尚も防御のみしかできない。殺生丸戦は3度とも人間体ではまともに戦わず、1戦目の妖怪形態〈妖犬〉で倒せる。条件次第で日暮かごめが現代に帰り北条から貴重なアイテムを貰うミニゲームがある。ゲームオリジナルキャラクター「天海」大僧正や幽霊の姉弟「雪」「太助」が登場。サンライズ制作のゲームだけのオリジナルムービーもある。初回特典で特製「犬夜叉手帖」が付いた。月齢の設定があり犬夜叉は朔の日（新月）になると人間になり弱体化する。弥勒はクリア後は風穴は使えない。
- 『犬夜叉〜戦国お伽合戦〜』（2002年12月5日）

ジャンル：「対戦格闘アクション」
初回版には特製カードダス「怒涛の攻め」とゲームファンブック「乱舞絵巻」が付いた。操作キャラクターは犬夜叉、日暮かごめ、弥勒、珊瑚（超必殺技で雲母も登場）、七宝、殺生丸（超必殺技で妖怪形態〈妖犬〉になる）、鋼牙、桔梗、神楽、奈落（人見蔭刀だが、狒々の毛皮が僅かに登場し、必殺技で傀儡も使う）。隠しキャラクターは刀々斎、妖怪犬夜叉。神楽の必殺技で神無（声は無し）も登場する。四魂のかけらは特定の必殺技で敵が落としたり、冥加との会話後時間内に岩を破壊するミニゲームで入手する。四魂のかけらは全部で44個。冥加や邪見も解説・サポート役で登場する。奈落と神楽以外は無数の最猛勝を時間内に倒すミニゲームが、殺生丸以外は人頭杖で炎を放つ邪見を時間内に倒すミニゲームが存在する。
PlayStation 2用ソフト
- 『犬夜叉 〜呪詛の仮面〜』（2004年3月18日 / BANDAI THE BEST〈廉価版〉2005年12月1日）

ジャンル：「アドベンチャーRPG」
プレイヤーは現代の枢木神社から来たゲームオリジナルの主人公「枢木みちる（男性） / 枢木かなめ（女性）」（名前変更可能）となり、かごめや犬夜叉一行と「現代」へ戻る方法を探すことになる。パーティーメンバーは主人公と犬夜叉・日暮かごめ・弥勒・珊瑚・七宝の他、一時的に殺生丸が加わり、条件次第でラストバトルに参加する特殊エンディングがある。パーティーとの友好度具合で連携技が放てたりエンディングが変化する。不思議な畑で種や肥料を併せて栽培するとアイテムが入手できたり不思議な実を収穫するとイベントが起きる。敵キャラクターとして「奈落」（姿は人見蔭刀のみ）一味以外にゲームオリジナルキャラクター「ウツギ」（鬼の仮面を被っており主人公ごとに男女が変化）が登場する。ウツギ戦はまともに戦わない。ゲームオリジナルストーリーだが、奈落が新生奈落に変化するまでの原作・アニメを若干反映している。場所は白霊山ではなく朝霧島の「奈落の洞窟」。「奈落」の新たな分身として「骸鬼」が登場。新生奈落変化前の奈落戦は強制敗北バトルである。奈落は変化後の新生奈落の姿でも登場。他にも味方キャラとしてゲームオリジナルキャラクター「覚樹」（主人公ごとに男女が変化）が登場。他にもゲームオリジナルキャラクターとして奈落に敵対して操られボスとしての武将「雪村」や「おとき」「次郎吉」「新兵衛」「徳助」「吉兵衛」「登吉」などが登場する。初回特典としてポスターが付き、予約特典で「犬夜叉フィギュア」が付いた。
オリジナルキャラクター
枢木 みちる（くるるぎ みちる） / 枢木 かなめ（くるるぎ かなめ）
声 - 近藤隆（みちる） / 永田亮子（かなめ）
ウツギ
声 - 小西克幸（男） / 田中敦子（女）
覚樹
声 - 斉藤志郎（男） / 玉川碧（女）
- 『犬夜叉 奥義乱舞』[リンク切れ]（2005年6月16日）

ジャンル：「コミュニケート対戦格闘アクション」
最大2対2で戦える対戦格闘ゲーム。犬夜叉と殺生丸、かごめと奈落（姿は人見蔭刀のみ）といった敵同士を組ませることが可能。ストーリーモードとミッションモードが存在。操作キャラクターは『犬夜叉 〜戦国お伽合戦〜』より増え琥珀が追加。隠しキャラクターは蛮骨、朔の日の（人間）犬夜叉、妖怪犬夜叉。また、奈落は変化後の新生奈落の姿でのみ登場。操作キャラクター以外のキャラクターは一切登場しない。

### タカラ / avex
ゲームボーイアドバンス用ソフト
- 『犬夜叉 〜奈落の罠! 迷いの森の招待状〜』（2003年1月23日）

ジャンル：「ボードゲーム」（双六）
プレイヤーは現代のゲームオリジナルの主人公（男女変更可能・デフォルトネーム無し）。プレイヤーは戦闘には参加しない。犬夜叉・日暮かごめ・弥勒・珊瑚・七宝から1人選んで操作する。奈落（人見蔭刀だが、狒々の毛皮や傀儡も登場する）の声は森川智之。登場キャラクターに無双（鬼蜘蛛）や七人隊も登場。敵は現代の「肉づきの面」や奈落の捨てた「毛むくじゃら」（蔓口という名前になっている）を含む物語序盤出会い編から七人隊編まで総登場する。先のRPG『犬夜叉』・『犬夜叉 〜呪詛の仮面〜』と違い奈落は倒されない。一部キャラクター（犬夜叉、日暮かごめ、弥勒、珊瑚、七宝、殺生丸、鋼牙、桔梗、奈落、神楽）に音声が付く。

### 日テレ×GAME
携帯電話用アプリ
- 『犬夜叉 完結編 〜最猛勝退治の巻〜』[リンク切れ]（2010年2月20日）

ジャンル：「タイピングアクションゲーム」

### Hammer Entertainment
スマートフォン（iOS & Android）用アプリ
- 『犬夜叉 -よみがえる物語-』（2020年3月5日、基本無料〈一部アイテム課金有り〉）

ジャンル：「アクションRPG」

### Namco Bandai Games（World）
Nintendo DS用ソフト
- 『InuYasha Secret of the Divine Jewel』（2007年1月23日）日本未発売

ジャンル：「RPG」
アメリカで発売されたため、かごめたちがアメリカの学校へ通っている。ゲームオリジナルキャラクターとしてアメリカ人が登場する。

### SCRAP
リアル脱出ゲーム（主催：株式会社東京ドーム / 企画制作：SCRAP / 会場：東京ドームシティアトラクションズ）
- 『リアル脱出ゲーム×『犬夜叉』『半妖の夜叉姫』妖気漂う遊園地からの脱出』（2021年7月21日から9月26日にかけて毎日、10月1日～31日にかけて金・土・日曜日）

ジャンル：「体験型ゲーム」

## 演劇

### 新感線版
『登場する妖怪や敵が全て奈落の手下』、『奈落と桔梗が一心同体の存在』など原作を大幅にアレンジしている。

#### 初演
2000年4月から5月にかけて劇団☆新感線 + パルコプロデュースで上演。
上演期間・会場
- 4月6日 - 4月7日（滋賀県立芸術劇場 びわ湖ホール）
- 4月10日 - 4月16日（大阪シアタードラマシティ）
- 4月21日 - 5月5日（東京グローブ座）
- 5月8日 - 5月9日（金沢市文化ホール）
- 5月16日 - 5月17日（メルパルクホールFUKUOKA）
- 5月19日（広島アステールプラザ大ホール）
- 5月22日 - 5月24日（ル・テアトル銀座・追加公演）

スタッフ
- 脚本 - 戸田山雅司
- 演出 - いのうえひでのり

主なキャスト
- 犬夜叉 - 佐藤アツヒロ（元光GENJI）
- 日暮かごめ - 馬渕英里何
- 桔梗 - 遠山景織子
- 弥勒 - 京晋佑
- 奈落 - 西牟田恵
- 七宝 - 磯野慎吾
- 冥加 - 吉田朝
- 裏陶 - 右近健

#### 再演
初演が大好評に終わり、翌年の2001年1月から2月にかけて再演。スタッフと主なキャストは初演と同じ。
2002年11月21日に、この公演のDVDが発売されている。映像特典として、2000年初演映像（再演では上演されなかった幻のシーン）が収録されている。
上演期間・会場
1月27日 - 2月12日（赤坂ACTシアター）

### 2017年版
2017年、ゴールデンボンバーの喜矢武豊の主演により舞台化。4月6日から15日まで、東京・天王洲 銀河劇場で上演。6月2日CS放送フジテレビTWOで放送されることが決定した。
新感線版より原作に近い内容となっている。楓が未登場の冥加代わりの解説役として常に同行する。
キャスト
- 犬夜叉 - 喜矢武豊（ゴールデンボンバー）
- 日暮かごめ - 若月佑美（当時乃木坂46）
- 殺生丸 - 佐奈宏紀
- 桔梗 - 伊藤純奈（当時乃木坂46）
- 弥勒 - 滝口幸広
- 楓 - 野口かおる
- 和尚（蜘蛛頭） - 小林健一
- 奈落 - 木村了

スタッフ
- 脚本 - 松村武
- 演出 - 茅野イサム
- 制作 - ネルケプランニング
- 主催 - ネルケプランニング、ユークリッド・エージェンシー、小学館

## パチンコ・パチスロ
パチンコ
- CR犬夜叉 JUDGEMENT∞（2018年、大一商会）
- P犬夜叉2[11]（2022年、大一商会）

パチスロ
- パチスロ犬夜叉（2016年、ロデオ）[12]
- パチスロ犬夜叉（2022年、クロスアルファ）[13][14]